# Millencourt
Millencourt és un municipi francès situat al departament del Somme i a la regió dels Alts de França. L'any 2007 tenia 226 habitants.

## Demografia

### Població

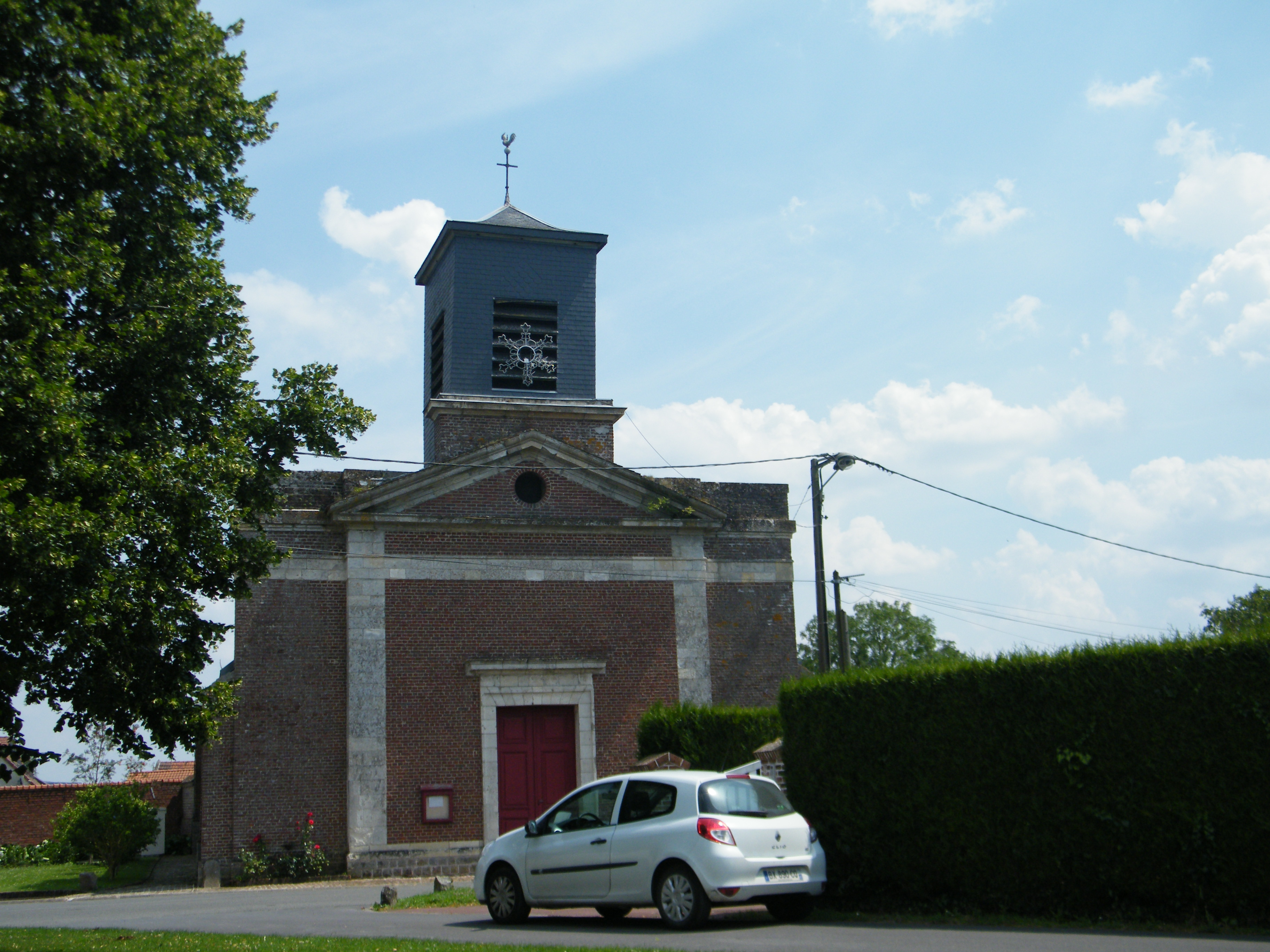

El 2007 la població de fet de Millencourt era de 226 persones. Hi havia 80 famílies de les quals 16 eren unipersonals (16 homes vivint sols), 20 parelles sense fills, 36 parelles amb fills i 8 famílies monoparentals amb fills.
La població ha evolucionat segons el següent gràfic:
Habitants censats

### Habitatges
El 2007 hi havia 88 habitatges, 83 eren l'habitatge principal de la família, 1 era una segona residència i 4 estaven desocupats. 87 eren cases i 1 era un apartament. Dels 83 habitatges principals, 76 estaven ocupats pels seus propietaris, 6 estaven llogats i ocupats pels llogaters i 1 estava cedit a títol gratuït; 8 tenien tres cambres, 23 en tenien quatre i 52 en tenien cinc o més. 65 habitatges disposaven pel capbaix d'una plaça de pàrquing. A 34 habitatges hi havia un automòbil i a 43 n'hi havia dos o més.

### Piràmide de població

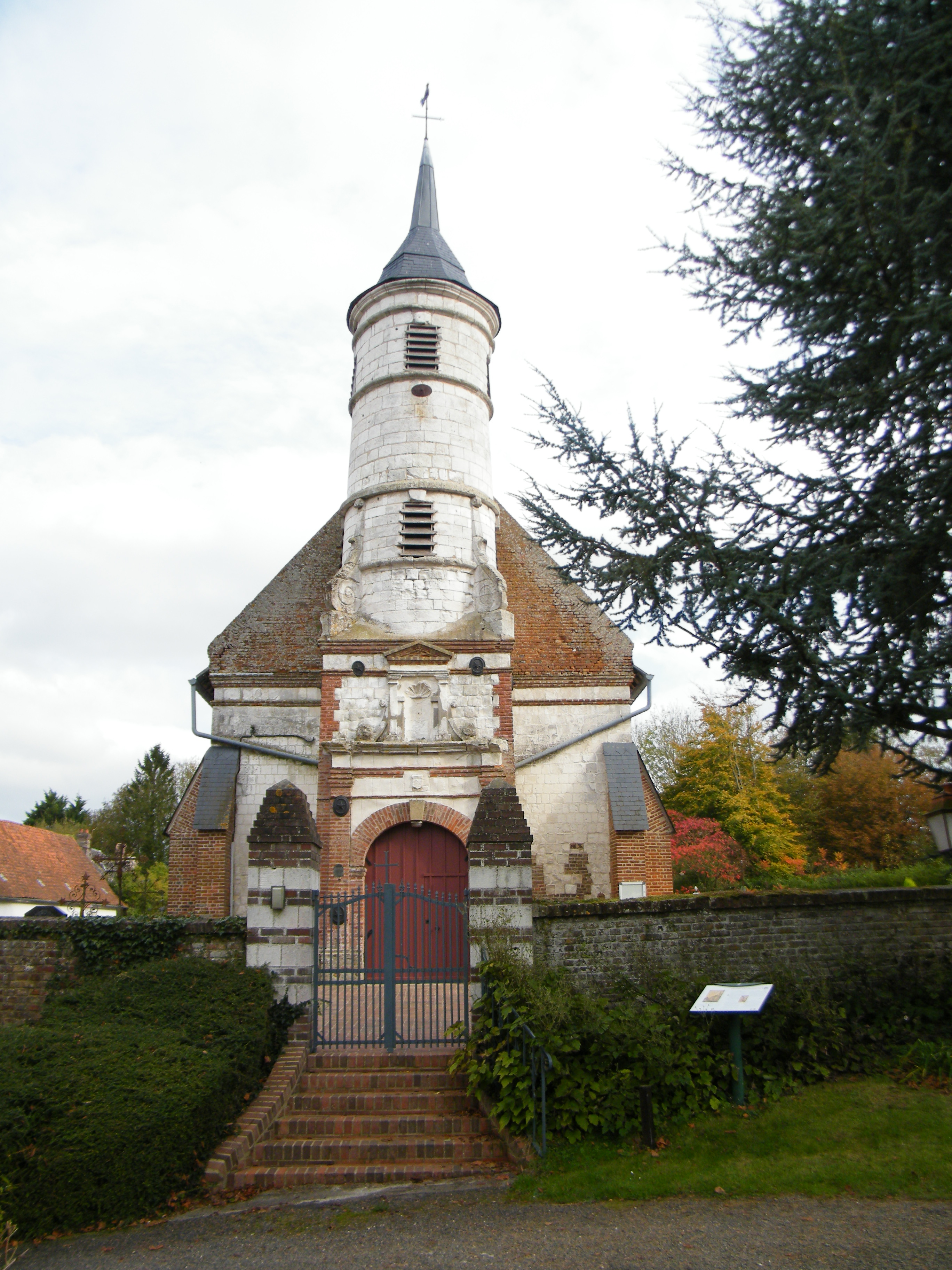

La piràmide de població per edats i sexe el 2009 era:
| Homes | Edats   | Dones |
| ----- | ------- | ----- |
| 0     | 95 o +  | 0     |
| 0     | 90 a 94 | 0     |
| 0     | 85 a 89 | 0     |
| 4     | 80 a 84 | 0     |
| 4     | 75 a 79 | 0     |
| 0     | 70 a 74 | 8     |
| 4     | 65 a 69 | 12    |
| 8     | 60 a 64 | 8     |
| 4     | 55 a 59 | 4     |
| 8     | 50 a 54 | 4     |
| 12    | 45 a 49 | 16    |
| 4     | 40 a 44 | 4     |
| 0     | 35 a 39 | 4     |
| 16    | 30 a 34 | 8     |
| 0     | 25 a 29 | 8     |
| 4     | 20 a 24 | 5     |
| 16    | 15 a 19 | 4     |
| 8     | 10 a 14 | 20    |
| 0     | 5 a 9   | 4     |
| 4     | 0 a 4   | 8     |

## Economia

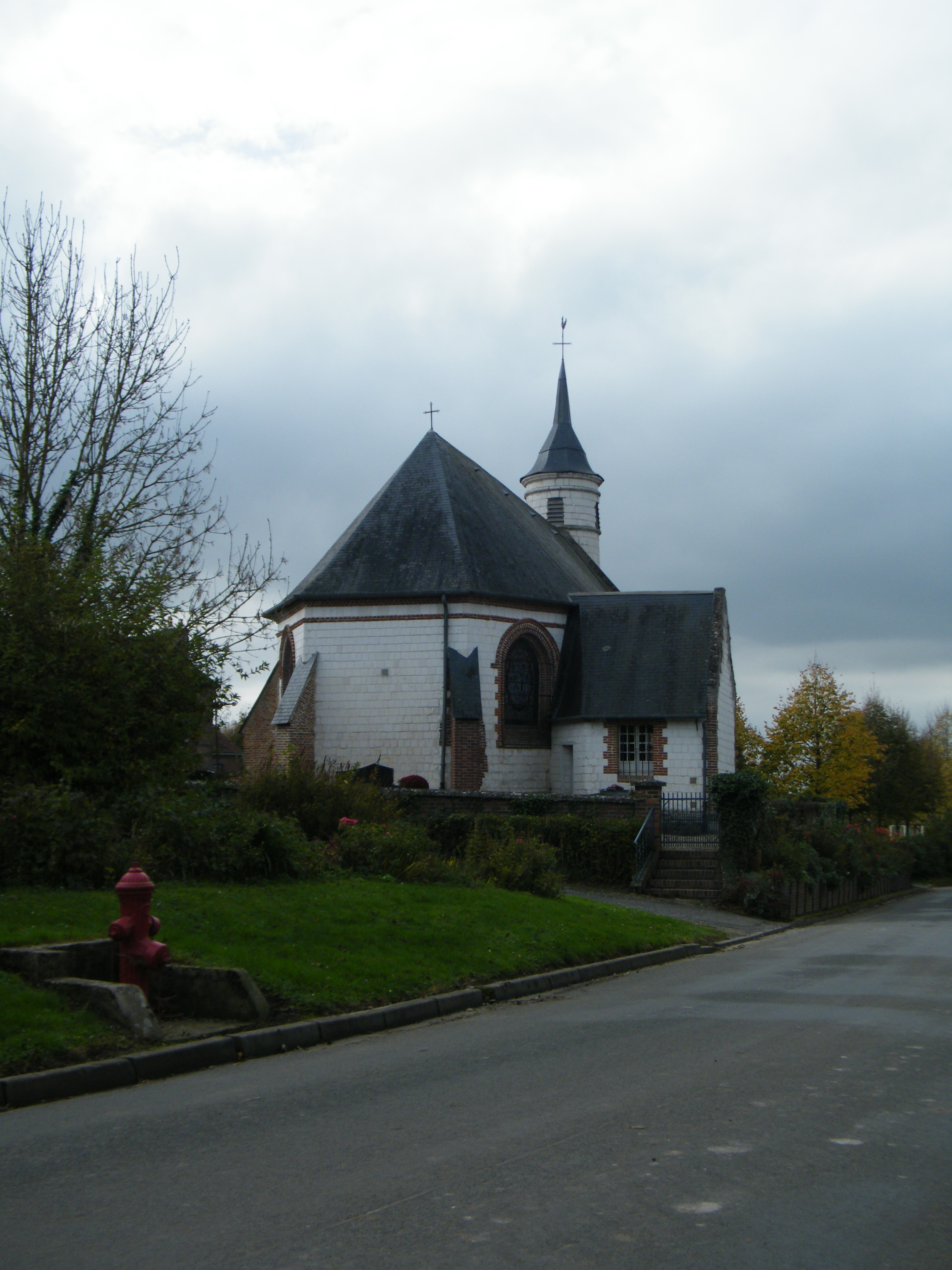

El 2007 la població en edat de treballar era de 141 persones, 99 eren actives i 42 eren inactives. De les 99 persones actives 92 estaven ocupades (54 homes i 38 dones) i 7 estaven aturades (3 homes i 4 dones). De les 42 persones inactives 12 estaven jubilades, 13 estaven estudiant i 17 estaven classificades com a «altres inactius».

### Ingressos
El 2009 a Millencourt hi havia 86 unitats fiscals que integraven 228 persones, la mediana anual d'ingressos fiscals per persona era de 17.503 €.

### Activitats econòmiques
Dels 5 establiments que hi havia el 2007, 1 era d'una empresa de fabricació de material elèctric, 1 d'una empresa de fabricació d'altres productes industrials, 1 d'una empresa de construcció, 1 d'una empresa de comerç i reparació d'automòbils i 1 d'una empresa de serveis.
L'únic servei als particulars que hi havia el 2009 era una lampisteria.
L'any 2000 a Millencourt hi havia 7 explotacions agrícoles.

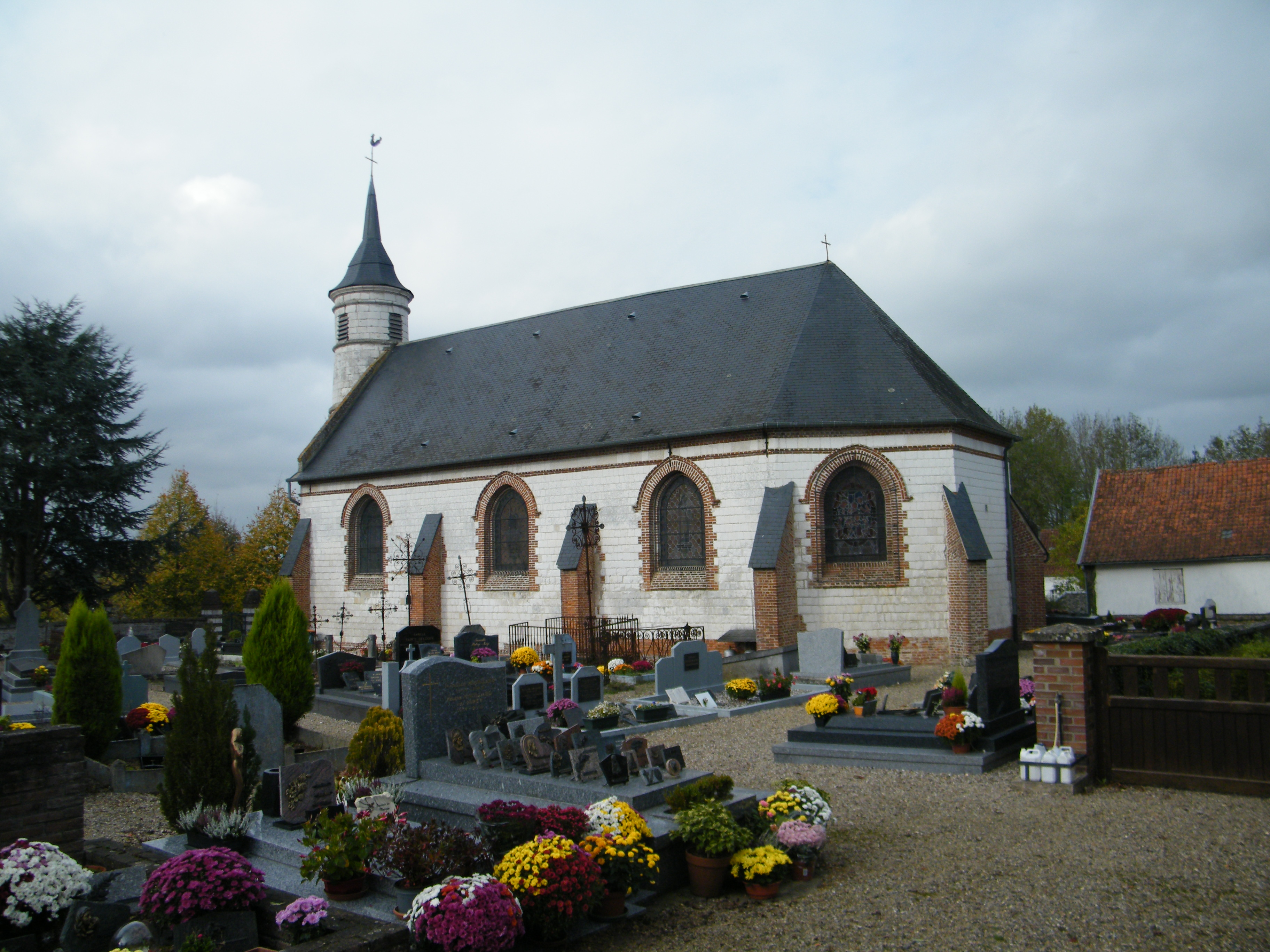

## Poblacions més properes
El següent diagrama mostra les poblacions més properes.